# 가르마인 우르진
가르마인 우르진(몽골어: Гармын Үржэн Garma yin Ürǰin, 중국어 간체자: 乌尔金, 정체자: 烏爾金, 병음: wūěrjīn 우얼진[*], 러시아어: Уржин Гармаевич Гармаев 우르진 가르마예비치 가르마예프[*]: 1866년 또는 1889년 - 1947년 3월 13일)는 만주국의 군인이다. 본래 부랴트인으로, 러시아 제국령이었던 지금의 자바이칼 지방에서 태어난 몽골계 러시아인이다. 적백 내전 때 백군이 되어 싸우다가 만주로 이주, 만주국에서 흥안군사령관, 제10군관구사령관 등을 지냈다. 최종 계급은 육군 상장.
1918년 우르진은 아가 초원의 지도자들과 투골 승원을 대표해서, 만주에 있던 그리고리 세묘노프를 찾아가 관계를 수립했다. 이후 치타에서 세묘노프의 군사관학교를 졸업하고 트로이츠코삽스크(오늘날의 캬흐타)에 배치된 크리미아사단에서 부랴트인 부대의 장교가 되었다. 트로이츠코삽스크가 중국군에게 점령당하고 크리미아사단이 항복한 뒤, 혁명을 피해 가족과 부하를 데리고 1921년 만주로 망명했다. 한동안 해랍이 교외의 석니하에 거처하며 목축생활을 했다.:155-156 그 부근에 사는 부랴트인 3,000 명에 대한 지도력을 발휘하고 있었기에, 만주국은 건국 초기 우르진을 포섭하기 위해 그를 흥안북성경비군사령관(계급 소장)으로 임명했다.:183-184
1935년 1월 만주국과 외몽골 국경 인근에서 할힌묘 사건이 발생하자 우르진이 현장에 출동해 사건을 처리했다. 이후 국경문제 해결을 위한 만주리회의가 개최되자 만주국 대표단의 차석으로서 참석했다.:99 1936년 4월, 만주리회의 주석대표이자 흥안북성장이었던 능승이 통적행위 혐의로 일본 헌병대에 체포되어 처형당했다(능승 사건). 차석대표였던 우르진도 용의자로서 만주국 최고고문 사사키 토이치에게 소환되었다. 하지만 공산주의와 싸우다 만주로 망명해 온 경력을 피력하며 혐의를 부정하자 사사키도 납득해 심문은 5분만에 종료되었다.:114-115:41 제2차 이후의 만주리회의에서는 우르진이 수석대표로서 교섭을 수행했다.:117
1939년 발발한 노몬한 전투 때 제10군관구사령관 우르진 중장 예하의 흥안북경비군(통칭 우르진 부대. 흥안기병 제1, 2, 7, 8, 9단 등)도 참전했다. 제2차 전투 때는 일본군 제23사단의 최우익에 배치되어 싸웠다. 우르진 부대는 바르샤갈 고지에서의 분전으로 표창과 상금 1만 엔을 수여받았다.:183-184
1945년 1월, 우르진은 상장으로 승진함과 동시에 육군흥안학교 교장으로 전임했다. 소련이 대일 선전포고를 하고 침공해오자 만주국군 제2사 예하에서 방어전에 참가할 예정이었던 학교 교도단이 반란을 일으켰다. 우르진은 자동차로 쫓아가 힘써 설득시켰으나 그들의 뜻을 되돌리지 못했다.:182 소련이 만주국을 점령하자 우르진은 신경의 소련 점령군 사령부에 자진출두해 모스크바로 끌려가 1947년 3월 13일 반혁명죄로 총살되었다. 소련이 붕괴된 이후 1992년 2월 23일 복권되었다.:113
우르진은 키가 2 미터, 체중이 100 킬로그램에 달하는 거한이었다.:183-184 독실한 불교 신자로,:158 할힌묘 사건 때는 외몽골군이 철수한 승원이 폐허가 되어버린 것을 보고 눈물을 흘리며 코민테른의 불교 척결 정책을 개탄했다.:87-88 제10군관구사령관 시절에는 일본인 고문 타고리 나오 중좌에게 “어떻게 부처님보다 위에 천조대신이 있느냐”며 말다툼을 벌였던 적도 있다.:185-186
아들 다시냠(Дашням)은 만주국 건국대학 출신으로, 후에 울란바토르 국립박물관에서 근무했다.:155-156